# Пунч (округ, Азад-Кашмир)
Пунч (англ. Poonch District) — один из 10 округов пакистанской территории Азад-Кашмир.

## Географическое положение
Пунч граничит с округом Багх на севере, округом Судхнати на юге, с индийской союзной территорией Джамму и Кашмир на востоке; на западе округ граничит с провинциями Пенджаб и Хайбер-Пахтунхва.

## История
В 1947 году Индия и Пакистан воевали за право обладать территорией Кашмира. В результате войны округ Пунч был разделён на две части; город Пунч стал столицей индийского округа, а пакистанцы сделали Равалакот столицей своего округа Пунч.